# Norsk Data

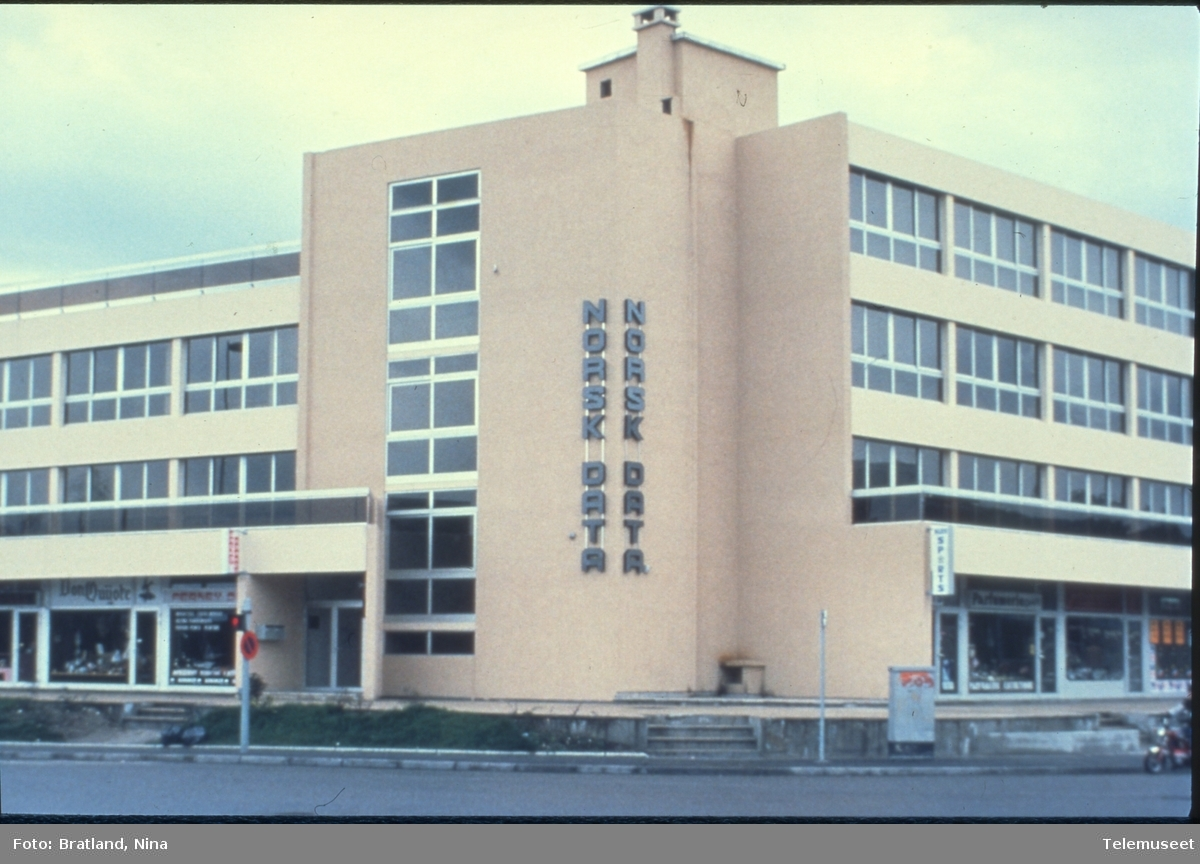
Norsk Data Francia

Norsk Data fue una fábrica de minicomputadoras de Oslo, Noruega. Existió entre 1967 y 1992 y tuvo su período más activo en entre los primeros años de 1970 y los últimos de 1980. En 1987, su mejor momento, fue la segunda empresa más grande de Noruega con más de 4500 empleados.
A lo largo de su historia Norsk Data produjo una gran variedad de sistemas extremadamente innovadores, con un número desproporcionadamente grande de primicias mundiales. Algunos ejemplos de esto son:
- La NORD-1, la primera minicomputadora en tener paginación de memoria y instrucciones de punto flotante como estándar.
- La NORD-5 la primera minicomputadora de 32 bits del mundo (antes que VAX, quien se atribuiría la primicia 6 años después).

## Panorama histórico
Los orígenes de Norsk Data se remontan al desarrollo de las computadoras digitales en Norwegian Defence Research Establishment (Establecimiento de Investigación de Defensa Noruego) en Kjeller, Noruega donde fueron diseñadas varias de las primeras computadoras, tales como la SAM y la SAM 2, también conocida como FLINK.
El éxito de este programa resultó en la fundación de A/S Nordata - Norsk Data Elektronikk el 8 de agosto de 1967 por Lars Monrad-Krohn, Per Bjørge y Rolf Skår. La compañía se convirtió en un importante proveedor de minicomputadoras para muchos proyectos de investigación, en particular para el CERN en Ginebra, Suiza, donde fueron elegidos para producir las computadoras de varios proyectos, arrancando con el Proyecto SPS su importante contrato internacional. Los otros segmentos de mercado en donde Norsk Data también tuvo éxito fueron el control de procesos, la administración municipal de centro de procesamiento de datos noruegos, diarios y también hicieron su parte en educación, salud y universidades.
Durante un período de 1987, Norsk Data fue la segunda empresa más grande en Noruega por el valor de sus acciones, precedida solamente por Norsk Hydro y empleaba a más de 4500 personas.
En marzo de 1991, poco después de los January Events en Lituania, Norsk Data donó lo que sería la primera computadora para el Instituto Lituano de Matemáticas e Informática. Esta donación arrancó el desarrollo de LITNET - una red lituana académica y de investigación. Más tarde ese año, las líneas de conexiones de red que conectaban directamente Vilna con Moscú, fueron cortadas. Con la ayuda del hardware, nuevamente donado por Norsk Data, Lituania pudo usar su primera conexión a internet por satélite, la cual operaba a 9.6 Kbits/s. Esta fue la primera línea de comunicación lituana totalmente independiente de la anterior Unión Soviética.
Después de un largo período de éxito excepcional, el "imperio" de Norsk Data colapsó a principios de 1990 principalmente por no prever el impacto de la revolución de la computadora personal (así como la creciente competición de las estaciones de trabajo basadas en Unix. La tecnología de Norsk Data fue continuada por Dolphin Interconnect Solutions. Fue comprada por Telenor y pasó por varios relanzamientos de su marca.

## Innovaciones notables
A través del tiempo, Norsk Data produjo una gran variedad de computadoras innovadores. Algunos ejemplos incluyen:
- La NORD-1, la primera minicomputadora en tener paginación de memoria y instrucciones de punto flotante como estándar.
- La NORD-5 la primera minicomputadora de 32 bits del mundo (antes que VAX, quien se atribuiría la primicia 6 años después).
- La NORD-100, una aplicación muy temprana de bit slicing en minicomputadoras.
- La KPS (Knowledge Process System), desarrollada en conjunto con Racal PLC, un sistema que fue pionero en la ejecución de entornos multi-usuario en máquinas Lisp.

## Empresas post-ruptura
Aunque la ruptura de Norsk Data produjo un gran número de despidos, un gran número de empleados y de propiedad intelectual sobrevivió en compañías más pequeñas. Algunas fueron a bancarrota bastante rapdiamente, algunas fueron compradas con fines fiscales.
El grupo de Investigación y Desarrollo de Hardware se dividió en Dolphin Server Technology in 1989. Dolphin se dividió, más tarde, en otro número de empresas, donde la más exitosa por mucho fue Dolphin Interconnect Solutions, una compañía de hardware de interconexión de clústers.  

### Norsk Data UK
En Reino Unido, Telenor mantuvo el nombre de Norsk Data por varios años, enfocándose en los contratos de soporte y mantenimiento de hardware, principalmente con Guardacostas de Su Majestad y los gobiernos locales.
Al final del "boom de las puntocom" Telenor decidió intentar expandirse adquiriendo el ISP CIX y XTML, una compañía de hosting en Mánchester, UK. El gasto total de esa compra fue de más de £50 millones.
El nombre y el foco del negocio de este grupo de compañías cambió varias veces a principios del siglo 21, siendo conocidos como Nextra (junto con los adquiridos CIX y XTML), Telenor Business Solutions (aún con CIX y XTML) y finalmente volviendo a ser ND Norsk Data después de la reventa de CIX y XTML a Pipex, que se reportó en menos del 10% del precio de compra.
Gran parte de la pérdida en el valor de las compañías compradas a un pago astronómico de "buena fe" que incluyó el precio de compra durante la burbuja puntocom. ND Norsk Data se renombró entonces a 2e2 y compraron parte de Pink Roccade. Esto reforzó el lado de mantenimiento de hardware de la compañía. La tendencia de crecimiento por adquisición continuó con la adopción de varias empresas más pequeñas y el despido de muchos empleados. Las grandes pérdidas en contratos de altos ingresos con Thomas Cook, Woolworths, HMP o Corus, nunca fueron dadas por otros clientes de tamaño similar.

## Hardware
Los modelos de computadoras más importantes de Norsk Data incluyen:
- NORD-1, minicomputadora de 16 bits lanzada en 1968.
- NORD-5, super-minicomputadora de 32 bits lanzada en 1972.
- NORD-9.
- NORD-10, minicomputadora de 16 bits lanzada en 1973.
- NORD-10/S, versión de la NORD-10 con cáche, paginación y otras mejoras.
- NORD-50, 2.ª generación de super-minicomputadora de 32-bits lanzada en 1975.
- NORD-100, 16-bits, de 1978, después renombrada a ND-100. Primer CPU single-board de una mini-computadora de 16 bits.
- ND-500, 3.ª generación de super-minicomputadora de 32 bits.
- ND-505, computadora de 28 bits permitida a través de la Sanción económica del Bloque del Este del Comité Coordinador para el Control Multilateral de las Exportaciones.
- ND-5000 ("Samson"), 4.ª generación de super-minicomputadora de 32 bits in 1987 (5400, 5700, 5800).
- ND-5850 ("Rallar"), 5.ª generación de super-minicomputadoras de 32 bits en 1987
- ND-5900-2, ND-5900-3 y ND-5904, dual-, triple- and cuadrúple CPU.
- ND-88000 - Implementación ND del Motorola 88000 RISC para Unix/NDix. 1987